# 장성국
장성국(張成國, 1974년 3월 30일 ~ )은 전 KBO 리그 야구 선수의 포수이다.

## 출신학교
- 1990년 ~ 1993년 : 배명고등학교
- 1993년 ~ 1997년 : 연세대학교 (1993학번)